# Tarzan Maisuradze
Tarzan Maisuradze (gruz. ტარიელ (ტარზან) მაისურაძე ;ur. 22 lutego 1995) – gruziński zapaśnik startujący w stylu wolnym. Zajął siódme miejsce na mistrzostwach świata w 2022. Ósmy na mistrzostwach Europy w 2022. Piąty w Pucharze Świata w 2018 i siódmy w 2019. Trzeci na MŚ juniorów w 2015. Mistrz Europy juniorów w 2014 i trzeci w 2015 roku.